# Задора, Зоя Макаровна
Зоя Макаровна Задора (4 января 1932 год, деревня Поречье, Оршанский район, Витебская область) — бригадир полеводческой бригады совхоза «Подберезье» Воложинского района Минской области, Белорусская ССР. Герой Социалистического Труда (1966).

## Биография
Родилась в 1932 году в крестьянской семье в деревне Поречье. После получения среднего образования поступила на учёбу в Смольянский сельскохозяйственный техникум, который окончила в 1953 году. Потом трудилась агрономом по льну на Вишневской МТС Воложинского района.
С 1958 года — бригадир полеводческого звена совхоза «Подберезье» Воложинского района.
Несколько раз участвовала во Всесоюзной выставке ВДНХ в Москве.
Указом Президиума Верховного Совета СССР от 26 марта 1982 года за достижение высоких результатов и трудовой героизм, проявленный в выполнении планов и социалистических обязательств по увеличению производства и продажи государству зерна, картофеля и других сельскохозяйственных продуктов в 1981 году была удостоена звания Героя Социалистического Труда с вручением ордена Ленина и золотой медали «Серп и Молот».
В 1971 году избиралась делегатом XXVII съезда Компартии Белоруссии и в 1981 году — делегатом XXVI съезда КПСС.
Проработала бригадиром в совхозе «Заречье» до выхода на пенсию в 1993 году.

## Награды
- Герой Социалистического Труда — указом Президиума Верховного Совета СССР от 26 марта 1982 года
- Орден Ленина — дважды (12.12.1973; 1982)
- Орден Трудового Красного Знамени (08.04.1971)